# Chandon (Belmont-Broye)
Chandon (toponimo francese) è una frazione del comune svizzero di Belmont-Broye, nel Canton Friburgo (distretto della Broye).

## Storia

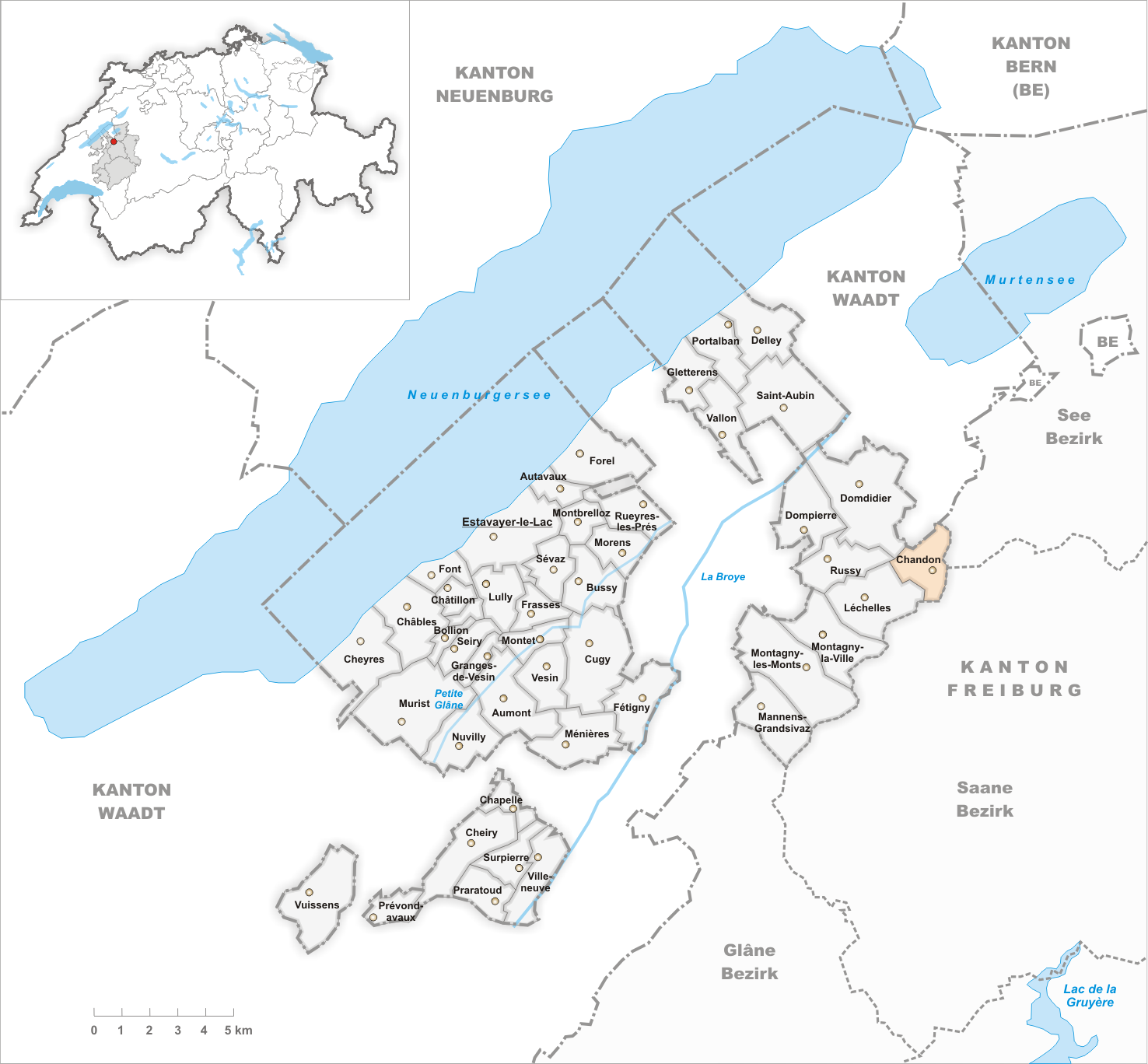
Il territorio del comune di Chandon prima degli accorpamenti comunali del 1994

Già comune autonomo, nel 1994 è stato accorpato al comune di Léchelles, il quale a sua volta il 1º gennaio 2016 è stato accorpato agli altri comuni soppressi di Domdidier, Dompierre e Russy per formare il nuovo comune di Belmont-Broye.

## Monumenti e luoghi d'interesse
- Chiesa cattolica di San Giovanni Battista, attestata dal 962 e ricostruita nel 1583 e nel 1865[1].

## Società

### Evoluzione demografica
L'evoluzione demografica è riportata nella seguente tabella:
Abitanti censiti

## Amministrazione
Ogni famiglia originaria del luogo fa parte del comune patriziale che ha la responsabilità della manutenzione di ogni bene comune.